# SST Records
SST Records és un segell discogràfic estatunidenc de música independent, fundat el 1978 a Long Beach (Califòrnia) pel guitarrista i compositor del grup Black Flag, Greg Ginn, per a publicar material del seu propi grup.

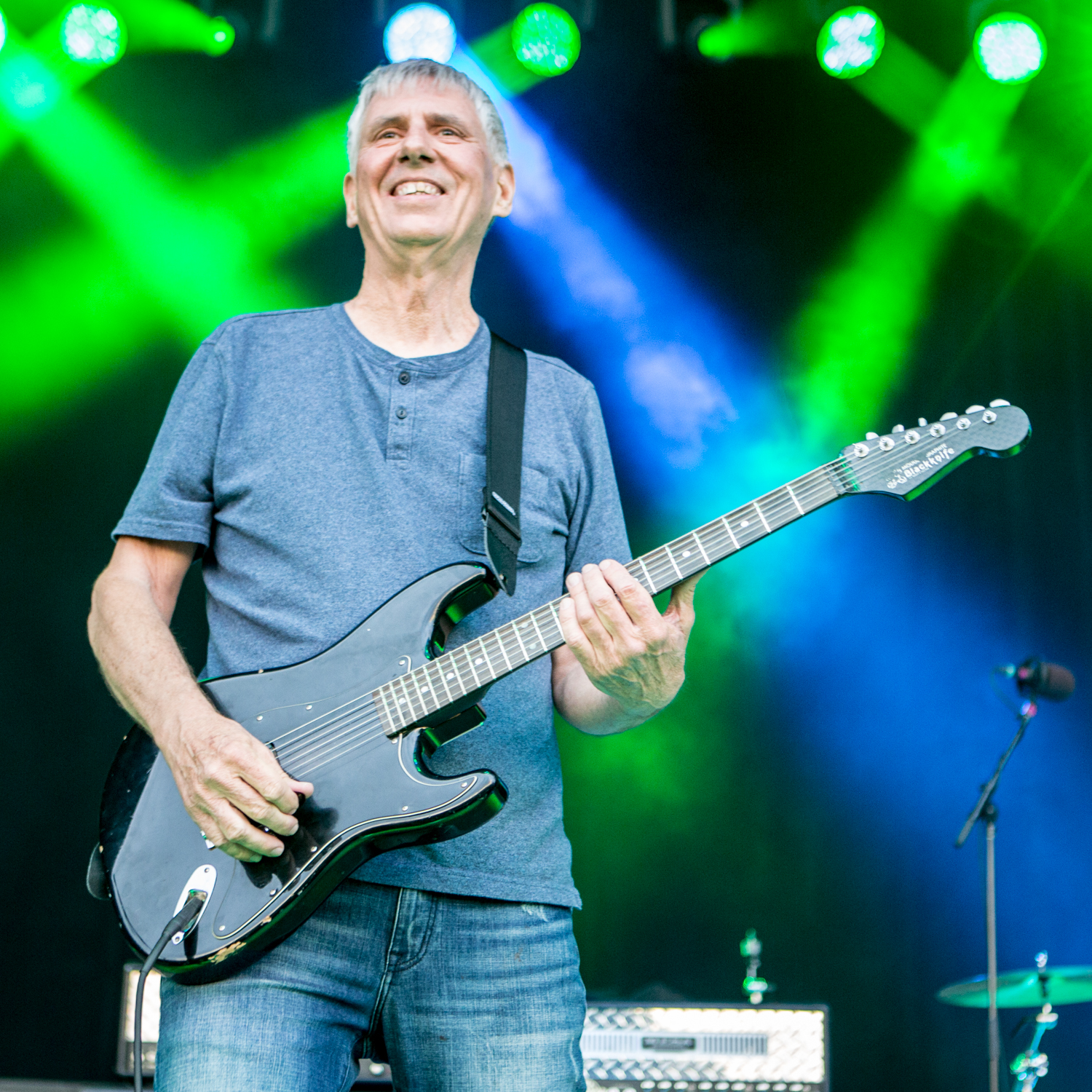
Greg Ginn

SST Records es va centrar inicialment en produir material de grups de hardcore punk del sud de Califòrnia. Com que moltes dels grups del segell pretenien expandir-se més enllà de les limitacions del gènere hardcore, SST Records va publicar també àlbums clau que van ser centrals en el desenvolupament del rock alternatiu, incloses edicions de Minutemen, Hüsker Dü, Meat Puppets, Soundgarden, Sonic Youth i Dinosaur Jr. Després d'un treball de producció màxim a finals de la dècada del 1980, SST Records va aventurar-se en discos de jazz.